# Gare de Tatsuno (Nagano)
La gare de Tatsuno (辰野駅, Tatsuno-eki) est une gare ferroviaire du bourg de Tatsuno, dans la préfecture de Nagano au Japon. La gare est exploitée par les compagnies JR Central et JR East.

## Situation ferroviaire
Tatsuno est située au point kilométrique (PK) 9,5 de la branche de Tatsuno de ligne principale Chūō, à 722,8 m d'altitude. Elle marque la fin de la ligne Iida.

## Histoire
La gare de Tatsuno a été inaugurée le 11 juin 1906.

## Service des voyageurs

### Accueil
La gare dispose d'un bâtiment voyageurs, avec guichets, ouvert tous les jours.

### Desserte
- Ligne Iida :
  - voies 0 à 2 : direction Komagane et Iida
- Ligne principale Chūō :
  - voies 1 et 3 : direction Okaya et Kobuchizawa
  - voies 2 et 3 : direction Shiojiri et Matsumoto